# جامعة العلوم والدراسات التطبيقية
جامعة العلوم والدراسات التطبيقية جامعة خاصة سودانية تم إنشائها لسد الفراغ في المنظومة التعليمية خاصةً في مجال التخصصات التطبيقية والتقنية. بعد صدور أمر تأسيسها والموافقة على برامجها من قبل وزارة التعليم العالي تأسست في 17 ديسمبر 1988م باسم "كلية الخرطوم التطبيقية". وتسعى لزيادة الطاقة الاستيعابية الإجمالية للكلية من (1000) طالباً وطالبة إلى (5000) طالباً وطالبة.
في العام 2022 صدر قرار من وزارة التعليم العالي والبحث العلمي بترفيع الكلية إلى جامعة وبالتالي يُغيّر اسمها إلى "جامعة العلوم والدراسات التطبيقية".